# G'Quan (Babylon 5)
Crucișătorul din clasa G'Quan este un model de navă spațială ficțională narnă în universul Babylon 5. 
Această clasă de crucișătoare grele poartă numele celui mai mare profet narn,care i-a condus pe narni în lupta împotriva Umbrelor în urmă cu o mie de ani și reprezintă coloană vertebrală a flotei narne.